# Mare de Déu del Carme de Moià
La Mare de Déu del Carme és la capella de la comunitat de les Germanes Carmelites de la Caritat, anteriorment de les Germanes Josefines de la Caritat, a la vila de Moià, a la comarca del Moianès. És una església mitjana, de la mida d'una casa, integrada en el nucli de la vila de Moià, al Carrer del Palau.